# Jean Deshayes (hydrographe)
Pour les articles homonymes, voir Jean Deshayes et Deshayes.
Jean Deshayes (vers 1650 - 1706) est un astronome, mathématicien et hydrographe français ayant entre autres cartographié le fleuve Saint-Laurent à l'époque de la Nouvelle-France. 

## Biographie
Né à Paris vers 1650, Jean Deshayes enseigne les mathématiques et la navigation aux officiers de marine de Rochefort. En 1669, il propose une nouvelle méthode pour calculer la longitude par l'observation de distances angulaires entre la lune, le soleil et d'autres étoiles. Proche de l'Académie royale des sciences, il participe en 1681 à une expédition scientifique en Afrique (à Gorée) et aux Antilles (Guadeloupe et Martinique) avant d'être envoyé au Canada en 1685 pour cartographier le fleuve Saint-Laurent. Pour réaliser ce travail, Deshayes utilise des instruments scientifiques à la fine pointe de la technologie. Il se déplace avec des moyens de transport typiquement canadiens, dont le canot et la raquette. Sur place, il observe une éclipse de lune pour calculer la longitude de Québec. Il fait également usage de triangulation pour tracer les rives du fleuve et bien situer les mesures de sondes qu'il prend. En 1686, il se rend en France présenter ses résultats et plaider la poursuite des travaux. Après que l’Académie royale des sciences eut jugé utile sa cartographie, elle fut éditée à échelle réduite par Nicolas de Fer.  
En 1699, Deshayes participe à un nouveau voyage scientifique sur l'océan Atlantique, plus particulièrement à Cayenne, en Martinique, en Guadeloupe, à Saint-Domingue. Il passe à nouveau au Canada en 1702 pour occuper le poste d'hydrographe royal à Québec. Certaines de ses observations sont rapportées dans les mémoires publiés de l’Académie royale des sciences. L’hiver, il enseigne les principes du pilotage aux jeunes Canadiens, l’été il poursuit la cartographie du fleuve. Il meurt à l'Hôtel-Dieu de Québec le 18 décembre 1706.

## Œuvres
Cartes
- Jean Deshayes (attribué à), Fort de Frontenac ou Katarakouy, envoyé par M. Denonville, 13 novembre 1685 (plan manuscrit)
- Jean Deshayes (attribué à), Carte du cours du fleuve de S. Laurent depuis Québec jusqu’au lac Ontario, 1685 (carte manuscrite)
- Jean Deshayes, Carte de la Riviere de St. Laurens levee sur les lieux en 1686 (carte manuscrite)
- Jean Deshayes,  Carte marine de l’embouchure de la rivière de S. Laurens, levée de cap en cap jusqu’à Québec, sans mention d’éditeur et sans date (carte imprimée)
- Jean Deshayes, Jean, Coste du Canada depuis Quégasca, pays des Esquimaux, jusqu’a la riviere Quesesasquiou, côte de Labrador, carte ms., 1704 (carte manuscrite).
- Jean Deshayes, De la Grande Rivière de Canada appellée par les Européens de St. Laurens, Paris, Nicolas de Fer, 1715 (lire en ligne).

Textes
- Jean Deshayes, Carte marine de la Riviere de Quebec par le Sr Deshayes, 1686, ou Recueil de ce qui sert a la navigation particuliere de cette riviere et de ce qui peut contribuer a la metode generale de lever et dresser les cartes marines, entre 1692 et 1706, mémoire ms. (Musée de la civilisation, fonds d’archives du Séminaire de Québec. Polygraphie 2, no 34).
- Jean Deshayes et Didier Henrion, L'Usage du compas de proportion de D. Henrion mathematicien, nouvellement reveu, corrigé & augmenté en toutes ses parties de plusieurs propositions nouvelles & utiles par le sieur Deshayes, professeur ês mathematiques, Paris, chez J. Jombert, près des Augustins, à l'image Notre-Dame, 1685.
- Jean Deshayes, La Théorie et la pratique du nivellement, Paris, l'auteur, 1685.